# Романо (остров)
Романо (исп. Cayo Romano) — остров у северного побережья Кубы, входит в архипелаг Хардинес-дель-Рей. В административном отношении входит в состав муниципалитета Нуэвитас провинции Камагуэй, хотя ближайшим муниципалитетом, расположенным непосредственно напротив острова, является Эсмеральда. Площадь острова составляет 777 км².
К югу от Романо находится остров Куба, к северо-западу — остров Коко, к востоку — остров Крус и к юго-востоку — остров Гуахаба.
Остров популярен среди любителей наблюдения за птицами, однако, в отличие от соседнего острова Коко, здесь отсутствует туристическая инфраструктура.